# Tác
Tác es un pueblo del distrito de Székesfehérvár, en el condado de Fejér, Hungría. En la época del Imperio Romano se conocía como Gorsium-Herculia. Un museo al aire libre exhibe las ruinas.